# Holger Danske gruppe IV
HDII gruppe 4 var en undergruppe i Holger Danske, der bestod af fem undergrupper, I, II, III, IV og V, og samlet var en af de største modstandsgrupper i København under den tyske besættelse. Holger Danske gruppe IV (også kaldet "Kornetgruppen" og "HD4") dannedes af en gruppe internerede på Fodfolkets Kornet- og Løjtnantsskole på Næstved kaserne. HD4 var den gruppe der oplevede flest tab af alle HD grupperne.

## Begyndelsen
HD4 havde sit udspring i en kornetgruppe på Næstved kaserne. Under interneringen samlede Christian Ulrik Hansen en lille gruppe ligesindede kornetter der sammen smuglede våben ud fra kasernen, med henblik på at danne en sabotagegruppe efterfølgende. Da de internerede blev hjemsendt 6. oktober 1943 kunne gruppen derefter afhente "deres" våben på forskellige gårde i Næstved området. Gruppen holdt efter interneringen sammen, og fik et fast mødested i Kai Schiøths møbelforretning på Gasværksvej. Christian U Hansen var før interneringen også engageret i modstandskampen, og fik derfor kornetgruppen via hans kontakter tilknyttet Holger Danske. Kort efter tilknytningen skulle gruppen udføre sin første aktion.
Den 10. november 1943 saboterede gruppen ved hjælp fra "flammen" og "John" Reinhardts autoværksted, der udførte reparationsarbejde for værnemagten. Den næste aktion var allerede 2 dage senere den 12. november saboterede gruppen Helge Jensens automobilreparationsværksted. Og en uge senere den 19. november bliver maskinfabrikken Alvis saboteret. Den sidste sabotageaktion som HD4 udførte i 1943 var mod maskinfabrikken Absalon den 7. december. I slutningen af januar 1944 udførte gruppen en våbenaktion imod den tyske postcensur, hvor de fik anskaffet sig 13 tyske karabiner. Christian Hansen var før interneringen aktiv i Dansk samlings nedkastningsarbejde i Jylland og var derfor i Jylland af lange mellemrum. Derfor udnævntes Preben Hagelin som ny leder af gruppen i januar 1944.

## Christian arresteres og henrettes
Den 29. februar arresteres Christian Hansen i Aalborg, og såres grundet flugtforsøg. Arrestationen er et chok for gruppen som beslutter, at han skal befries. Hagelin, Sommer, Nyemann, og Sonne tager derfor til Jylland. Inden de fire når frem forsøger en gruppe lokale frihedskæmpere et befrielsesforsøg, men mislykkes. På daværende tidspunkt er arresten under ombygning, og det udnytter gruppen. De fire forklæder sig som murere og tømrere bevæbnet med maskinpistoler, og håndgranater. Forsøget lykkedes, og de kom i kontakt med Christian, men han ønskede ikke at blive befriet med tanke på de mulige repressalier det ville udløse for andre arresterede. Den 23. juni henrettes Christian sammen med 7 andre nordjyske frihedskæmpere som repressalie for BOPA´s sabotage mod Riffelsyndikatet.

## Opstart
Efter henrettelsen er det svært for gruppen af komme i gang igen, og først i april er gruppen aktiv. deres opstart er "biografaktionen" imod 9 københavnske biografer. Idemanden bag var Bob Ramsing. Mange danskere gik ind, og så tyske film på daværende tidspunkt, og det provokerede gruppen. Gruppen holdt operatørerne op, og fjernede bidder i filmen og udskiftede dem med en karikatur af Hitler. Den 29. april fødes prinsesse Benedikte, og grundet krigen kunne man ikke udføre den sædvanlige salut. Derfor besluttede HD4 i samarbejde med nogle andre HD grupper at lave sin egen, ved hjælp af mini-bomber. Salutten bestod af 27 skud/bomber. Bomberne blev placeret forskellige steder i Ørstedparken, og affyret. Mange andre modstandsgrupper var utilfredse med denne form for frihedskamp, og mente det var spild af god sprængstof. HD4's sidste aktion fandt sted den 4. maj 1944 mod maskinfabrikken Hero der fremstillede værktøjsmaskiner. HD4 beskæftigede sig primært med sabotage, men deltog også i enkelte likvideringsaktioner bl.a. mod Fru Delbo den 14. december. Og i den sidste del af marts 1944 medvirkede nogle af de mere løse tilknyttede medlemmer i et likvideringsforsøg på kontorassistenten Poul Chr. Nord. Gruppen deltog også i et likvideringsforsøg på HIPO-chefen Erik V. Petersen.

## Jorden brænder under HD4
Frem til februar 1944 havde gruppen ingen tab, men den 7. februar blev Arne Lillegaard, og Vagn Andersen arresteret. Den 17 maj 1944 gik det for alvor galt, da Gestapo dukkede op kl 06.00 om morgen i en lejlighed ved Fuglebakken på frederikberg. Her boede Erik og Henning sammen. Tidligt næste morgen slog Gestapo til mod de resterende gruppemedlemmer. Per Sonne kl, 3.30 Kai Schiøth 4.45 Preben Hagelin 4.50 Eduard Sommer 5.30. På en af Ramsings illegale adresser ventede Gestapo men han var bortrejst. Den 22 maj blev Erik Tanne arresteret da han mødte op i møbelforretningen, hvor tyskerne befandt sig. Der måtte være tale om en stikker. Den 20 juli blev stikkeren Gunnar De Hemmer Hennetved "Eisen" likvideret af "flammen" ved Tokkekøb hegn. Det var umuligt for de tilbageblevne at forsætte en modstand, og de resterende flygtede derfor til Sverige. Den 27. maj rejste Ramsing afsted, kort efter Henning Schwartz, Jørgen Oksen, og Peter Ilsøe; hermed var HD4 opløst.

## Skudt under flugtforsøg
De arresterede var Preben Hagelin, Kai Holger Schiøth, Per Sonne, Erik Nyemann og Eduard Sommer. De blev natten til den 9. august transporteret med prærievogn sammen med 6 BOPA sabotører nedskudt under påskud af flytning til Frøslevlejren. Ved Rorup tæt ved Osted stoppede vognen og de 11 blev beordret ud for at "lade vandet" og i samme øjeblik nedskudt med maskinpistol. Ligene blev læsset på vognen igen, og kørt til Shellhuset´s kælder, hvor de lå et par dage inden de blev kørt til Ryvangen og begravet.
Bob Ramsing var den eneste overlevende fra den oprindelige HD4 og skrev efter krigen enkelte bøger ned om gruppen. Bob kom sig aldrig over krigens rædsler, og døde i 1998 i en alder af 74 år.
De henrettede medlemmer ligger alle side om side i mindelunden.

## Primære medlemmer
- Christian Ulrik Hansen (f.26/05/1921 - d.23/06/1944) (gruppeleder)
- Preben Hagelin (f.15/11/1922 - d.09/08/1944) (senere gruppeleder)
- Kai Holger Schiøth (f.12/03/1921 - d.09/08/1944)
- Eduard Frederik Sommer (f.12/12/1922 - d.09/08/1944)
- Bob Ramsing (f.17/01/1923 - d.16/01/1998)
- Per Sonne (f.10/04/1921 - d.09/08/1944)
- Erik Nyemann (f.06/04/1922 - d.09/08/1944)

## Løsere/senere tilknyttede medlemmer
- Hermann Jens Christian Schlosser (f.04/01/1922 - d.28/06/1982)
- Mogens Ibsen (f.25/5/1920-?)
- Bengt Martin Greisen (f.14/09/1921 - d.10/10/1991)
- Jørgen Oksen (f.31/08/1919 - d.15/08/1999)
- Arne Erik Lillegaard (f.19/02/1927 - d.05/12/2001)
- Peter Ilsøe (f.29/01/1923 - d.09/03/2007)
- Erik Emil Parup (f.24/01/1920 - d.09/04/2012)
- Vagn Holck Andersen (f.08/03/1926 - d.09/12/2012)
- Christian Rimestad (f.29/08/1923 - d.02/04/2016)
- Erik Preben Tanne (f.07/07/1924 - d.08/04/2023)
- Henning Christian Holm Schwartz (f.10/10/1922 - d.29/12/2023)

## Instruktører
- Svend Otto Nielsen "John" (f.29/08/1908-d.26/04/1944)
- Bent Faurschou-Hviid "Flammen" (f.07/01/1921-d.18/10/1944)
- Hans Robert Filip Johansen "Stumpen" (SOE) (f.16/07/1921-d.25/07/1944)
- Erik Jens Peter Petersen "Tripe" "Jens Peter" (SOE) (f.28/11/1910-?)

## Aktioner
- Sabotage: "Reinhardt autoværksted" (10/11/1943)
- Sabotage: "Helge Jensens automobilreparationsværksted" (12/11/1943)
- Sabotage: "Alvis" maskinfabrik (19/11/1943)
- Sabotage: "Absalon" maskinfabrik (07/12/1943)
- Likvideringsforsøg: Hedvig Delbo (14/12/1943)(afblæst)
- Våbentyveri: Centralpostkontoret (27/01/1944)
- Sabotage: "Reinhardt autoværksted" (07/02/1944)
- Likvideringsforsøg: Poul Chr. Nord. (24/03/1944)
- Befrielsesforsøg: Christian Ulrik Hansen Aalborg arrest (24/03/1944)
- Befrielsesforsøg: Monica Wichfeld transport Vestre fængsel (31/03/1944) (afblæst)
- Aktion: Biograf aktionen (23/04/1944)
- Sabotageforsøg: "Hero" maskinfabrik (28/04/1944)
- Aktion: Prinsesse salut i Ørstedsparken (30/04/1944)
- Sabotage: "Hero" maskinfabrik (04/05/1944)
- Likvideringsforsøg: Erik Viktor Petersen (1944) (afblæst)